# 2018년 아시안 게임 소프트볼
2018년 아시안 게임 소프트볼은 인도네시아 자카르타의 겔로라 붕 카르노 야구장에서 2018년 8월 19일부터 8월 24일까지 개최된다.

## 참가국
| - 중화인민공화국 - 홍콩 - 인도네시아 - 일본 | - 필리핀 - 대한민국 - 중화 타이베이 |

## 경기 결과

### 예선
리그전으로 치러지며, 상위 4팀이 본선에 진출한다.
| 팀             | 승 | 패 | 득 | 실 | 승률  | 게임차 | 승자승 | 진출여부  |
| -------------- | -- | -- | -- | -- | ----- | ------ | ------ | --------- |
| 일본           | 6  | 0  | 59 | 3  | 1.000 |        |        | 결선 진출 |
| 중화인민공화국 | 4  | 2  | 30 | 16 | 0.667 |        |        | 결선 진출 |
| 필리핀         | 4  | 2  | 20 | 17 | 0.667 |        |        | 결선 진출 |
| 중화 타이베이  | 4  | 2  | 27 | 13 | 0.667 |        |        | 결선 진출 |
| 대한민국       | 2  | 4  | 16 | 28 | 0.333 |        |        |           |
| 인도네시아     | 1  | 5  | 15 | 41 | 0.000 |        |        |           |
| 홍콩           | 0  | 6  | 2  | 55 | 0.000 |        |        |           |

| 2018년 8월 19일일 10:00 | 홍콩   | 1-5 | 대한민국 | GBK 야구장 |
| 2018년 8월 19일일 10:00 | 리포트 |     |          | GBK 야구장 |

| 2018년 8월 19일 12:30 | 중화인민공화국 | 12–0 | 인도네시아 | GBK 야구장 |
| 2018년 8월 19일 12:30 | 리포트         |      |            | GBK 야구장 |

| 2018년 8월 19일 15:00 | 대한민국 | 2–3 | 중화 타이베이 | GBK 야구장 |
| 2018년 8월 19일 15:00 | 리포트   |     |               | GBK 야구장 |

| 2018년 8월 19일 17:30 | 인도네시아 | 0–7 | 일본 | GBK 야구장 |
| 2018년 8월 19일 17:30 | 리포트     |     |      | GBK 야구장 |

| 2018년 8월 19일 20:00 | 필리핀 | 7–0 | 홍콩 | GBK 야구장 |
| 2018년 8월 19일 20:00 | 리포트 |     |      | GBK 야구장 |

| 2018년 8월 20일 10:00 | 중화 타이베이 | 1–3 | 일본 | GBK 야구장 |
| 2018년 8월 20일 10:00 | 리포트        |     |      | GBK 야구장 |

| 2018년 8월 20일 12:30 | 중화인민공화국 | 10–0 | 홍콩 | GBK 야구장 |
| 2018년 8월 20일 12:30 | 리포트         |      |      | GBK 야구장 |

| 2018년 8월 20일 15:00 | 대한민국 | 3–5 | 필리핀 | GBK 야구장 |
| 2018년 8월 20일 15:00 | 리포트   |     |        | GBK 야구장 |

| 2018년 8월 20일 17:30 | 인도네시아 | 0–14 | 중화 타이베이 | GBK 야구장 |
| 2018년 8월 20일 17:30 | 리포트     |      |               | GBK 야구장 |

| 2018년 8월 20일 20:00 | 중화인민공화국 | 0–1 | 필리핀 | GBK 야구장 |
| 2018년 8월 20일 20:00 | 리포트         |     |        | GBK 야구장 |

| 2018년 8월 21일 10:00 | 중화인민공화국 | 2–1 | 대한민국 | GBK 야구장 |
| 2018년 8월 21일 10:00 | 리포트         |     |          | GBK 야구장 |

| 2018년 8월 21일 12:30 | 홍콩   | 0–14 | 일본 | GBK 야구장 |
| 2018년 8월 21일 12:30 | 리포트 |      |      | GBK 야구장 |

| 2018년 8월 21일 15:00 | 대한민국 | 4–2 | 인도네시아 | GBK 야구장 |
| 2018년 8월 21일 15:00 | 리포트   |     |            | GBK 야구장 |

| 2018년 8월 21일 17:30 | 필리핀 | 1–11 | 일본 | GBK 야구장 |
| 2018년 8월 21일 17:30 | 리포트 |      |      | GBK 야구장 |

| 2018년 8월 21일 20:00 | 중화인민공화국 | 5–0 | 중화 타이베이 | GBK 야구장 |
| 2018년 8월 21일 20:00 | 리포트         |     |               | GBK 야구장 |

| 2018년 8월 22일 10:00 | 일본   | 10–0 | 대한민국 | GBK 야구장 |
| 2018년 8월 22일 10:00 | 리포트 |      |          | GBK 야구장 |

| 2018년 8월 22일 12:30 | 필리핀 | 4–0 | 인도네시아 | GBK 야구장 |
| 2018년 8월 22일 12:30 | 리포트 |     |            | GBK 야구장 |

| 2018년 8월 22일 15:00 | 중화 타이베이 | 8–1 | 홍콩 | GBK 야구장 |
| 2018년 8월 22일 15:00 | 리포트        |     |      | GBK 야구장 |

| 2018년 8월 22일 17:30 | 일본   | 14–1 | 중화인민공화국 | GBK 야구장 |
| 2018년 8월 22일 17:30 | 리포트 |      |                | GBK 야구장 |

| 2018년 8월 22일 20:00 | 필리핀 | 2–3 | 중화 타이베이 | GBK 야구장 |
| 2018년 8월 22일 20:00 | 리포트 |     |               | GBK 야구장 |

| 2018년 8월 23일 10:00 | 홍콩   | 0–13 | 인도네시아 | GBK 야구장 |
| 2018년 8월 23일 10:00 | 리포트 |      |            | GBK 야구장 |

## 결선
결선 방식은 조금 다르다. 리그전 순위대로 시드번호를 부여받는데, 시드번호 1-2번 경기에서 패배한 팀은 3-4번 경기에서 승리한 팀과 동메달전을 치른다. 동메달전에서 다시 이긴 팀은 다시 결승전에 진출하고, 진 팀은 그대로 동메달을 획득한다.

### 대진표
|  | 4강전 | 4강전         | 4강전         |   |     | 동메달전 | 동메달전 | 동메달전 |     |               | 결승전 | 결승전 | 결승전 |
|  |       |               |               |   |     |          |          |          |     |               |        |        |        |
|  | 1     | 일본          | 5             |   |     |          |          |          |     |               |        |        |        |
|  | 2     | 중국          | 0             |   |     |          |          |          |     |               | W22    | 일본   | 7      |
|  |       |               |               |   | L22 | 중국     | 4        |          | W24 | 중화 타이베이 | 0      |        |        |
|  |       | W23           | 중화 타이베이 | 5 |     |          |          |          |     |               |        |        |        |
|  | 3     | 필리핀        | 3             |   |     |          |          |          |     |               |        |        |        |
|  | 4     | 중화 타이베이 | 6             |   |     |          |          |          |     |               |        |        |        |

### 준결승전
| 2018년 8월 23일 15:00 |  | – |  | GBK 야구장 |
| 2018년 8월 23일 15:00 |  |   |  | GBK 야구장 |

| 2018년 8월 23일 18:00 |  | – |  | GBK 야구장 |
| 2018년 8월 23일 18:00 |  |   |  | GBK 야구장 |

## 메달리스트
| 종목        | 금   | 은            | 동   |
| ----------- | ---- | ------------- | ---- |
| 여자 자세히 | 일본 | 중화 타이베이 | 중국 |

## 참고
1. ↑  “Softball Sport Technical Handbook” (PDF). 2018 Asian Games. 2018년 7월 11일에 원본 문서 (PDF)에서 보존된 문서. 2018년 7월 19일에 확인함.